# 덴 오브 긱
덴 오브 긱(Den of Geek)은 대중문화에 중점을 두고 엔터테인먼트 뉴스를 다루는 미국과 영국 기반의 웹사이트이다. 1년에 두 차례 잡지도 발행하고 있다.

## 역사
덴 오브 긱은 2007년 영국 런던에서 사이먼 브루가 설립했다. 2012년에 DoG Tech LLC 측에서 북미 시장에서의 덴 오브 긱의 라이센스를 얻고 뉴욕에 사무실을 열었다. 2017년 데니스 퍼블리싱이 DoG Tech LLC와 합작 투자 계약을 체결했다.
2019년, 데니스 퍼블리싱은 데니스 퍼블리싱은 덴 오브 긱 월드 리미티드에 대한 자사의 지분을 DoG Tech LLC에 매각했다.

## 웹사이트
덴 오브 긱은 엔터테인먼트 뉴스, 리뷰,, 인터뷰, 특집 기사 등을 발행하고 있다. 미국판 덴 오브 긱은 편집장 마이크 체키니가, 영국판 덴 오브 긱은 로지 플레처가 총괄하고 있다. 덴 오브 긱은 영상 콘텐츠도 제작하고 있다.

## 출판
덴 오브 긱 인쇄판은 2015년 10월 뉴욕 코믹콘에서 처음 선보였으며, 매년 2회 발행되고 있다. 인쇄판 편집은 크리스 롱고가 맡고 있다. 2017년부터는 영국에서도 잡지가 발행되고 있다.
2017년에는 덴 오브 긱에서 《Movie Geek: The Den of Geek Guide to the Movieverse》라는 책을 출간했고, 2019년에는 《TV Geek: The Den of Geek Guide for the Netflix Generation》이 뒤를 이었다.